# Esquirol llistat de Layard
L'esquirol llistat de Layard (Funambulus layardi) és una espècie de rosegador de la família dels esciúrids. És endèmic de Sri Lanka. Es tracta d'un animal diürn i arborícola. Els seus hàbitats naturals són els boscos perennifolis i pluvials montans, així com les zones humides i selves de plana. Està amenaçat per la degradació del seu entorn a causa de la tala d'arbres i els incendis forestals.
Aquest tàxon fou anomenat en honor del diplomàtic i naturalista britànic Edgar Leopold Layard.